# La Chapelle-Faucher
La Chapelle-Faucher é uma comuna francesa na região administrativa da Nova Aquitânia, no departamento Dordonha. Estende-se por uma área de 18,09 km². Em 2010 a comuna tinha 410 habitantes (densidade: 22,7 hab./km²).